# Gleðibankinn
"Gleðibankinn" (tradução portuguesa : "O Banco da Alegria") foi a canção que representou a Islândia no Festival Eurovisão da Canção 1986, interpretada em islandês pela banda  ICY (onde os cantores   Eiríkur Hauksson, Helga Möller e Pálmi Gunnarsson juntaram os seus esforços). Esta foi primeira canção da Islândia no Festival Eurovisão da Canção e onde pela primeira vez se ouviu a língua islandesa.
A canção tinha letra e música de Magnús Eiríksson e foi orquestrada por Gunnar Þórðarsson.
A canção fala-nos de um suposto "banco de alegria", onde a felicidade pode ser encontrada. Quando precisarmos de momentos de felicidade e de alegria é lá que etmos de nos dirigir, quando estivermos deprimidos. 
Na final islandesa, a canção foi cantada apenas por Pálmi Gunnarsson, mas antes da Eurovisão, juntaram-se os outros dois, formando-se a banda ICY, eles que tinham participado sozinhos nas eliminatórias islandesas, com canções próprias.
A canção islandesa foi a sexta  a ser interpretada na noite do festival, a seguir à cançãobritânica  "Runner In the night" , interpretada pela banda Ryder e antes da canção holandesa  "Alles heeft ritme", interpretada por Frizzle Sizzle . A canção islandesa classificou-se em 16.º lugar (20 países) , recebendo um total de 19 pontos. 